# Fontana di Piazza del Catalone
Fontana di Piazza del Catalone är en dricksvattenfontän på Piazza del Catalone i Rione Borgo i Rom. Fontänen beställdes av påve Pius IX år 1860 och förses med vatten från Acqua Marcia. 

## Beskrivning
Fontänskulpturen är utformad som en liten tempelfront med fronton. Därunder ses påvevapnet samt en liten plakett med texten ACQVA MARCIA. Ur en tapp porlar vattnet ner i ett litet marmorkar.

### Webbkällor
- ”Borgo Pio” (på italienska). Roma Segreta. Arkiverad från originalet den 8 september 2021. https://archive.md/CRcXM. Läst 8 september 2021.
- ”Fontana di Piazza Catalone” (på italienska). info.roma.it. Arkiverad från originalet den 8 september 2021. https://archive.md/5Cwpd. Läst 8 september 2021.